# Cantone di Caudebec-en-Caux
Il Cantone di Caudebec-en-Caux era una divisione amministrativa dell'arrondissement di Rouen.
È stato soppresso a seguito della riforma complessiva dei cantoni del 2014, che è entrata in vigore con le elezioni dipartimentali del 2015.
Comprendeva i comuni di
- Anquetierville
- Caudebec-en-Caux
- Heurteauville
- Louvetot
- La Mailleraye-sur-Seine
- Maulévrier-Sainte-Gertrude
- Notre-Dame-de-Bliquetuit
- Saint-Arnoult
- Saint-Aubin-de-Crétot
- Saint-Gilles-de-Crétot
- Saint-Nicolas-de-Bliquetuit
- Saint-Nicolas-de-la-Haie
- Saint-Wandrille-Rançon
- Touffreville-la-Cable
- Vatteville-la-Rue
- Villequier